# Campo di concentramento di Soldau

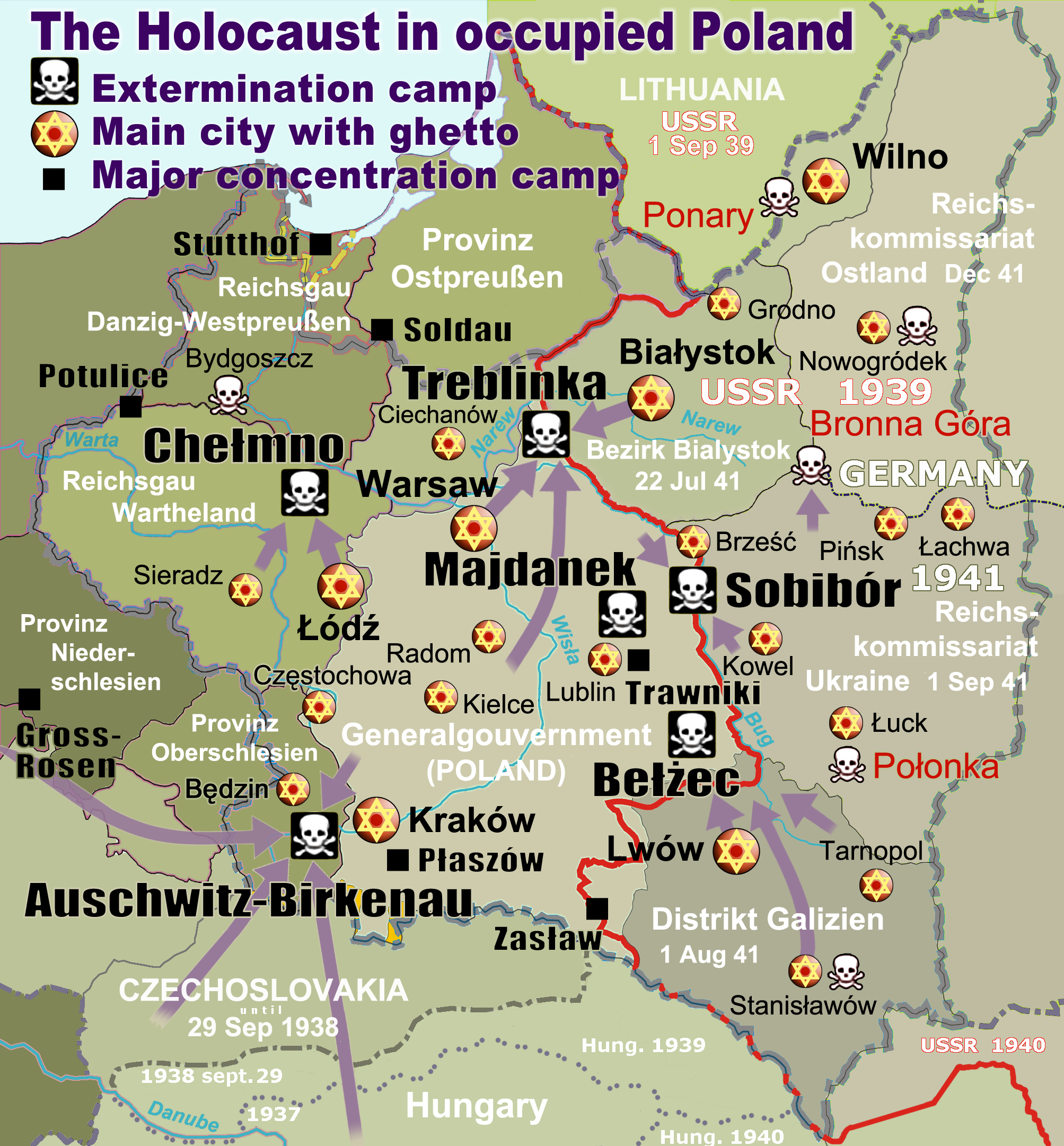
Campi di concentramento nazisti nella Polonia occupata (indicati da quadratini neri)

Il campo di concentramento di Soldau fu un lager istituito dalla Germania nazista durante la Seconda guerra mondiale a Działdowo, Soldau in tedesco, che, dopo la campagna di Polonia, fece parte della Prussia orientale.
Con l'approvazione di Reinhard Heydrich, Otto Rasch istituì il campo nell'inverno 1939-1940 come Durchgangslager (Dulag), o campo di transito, dove i prigionieri politici potevano essere eliminati segretamente. In seguito all'Aktion T4, i malati mentali dei sanatori della Prussia orientale e del distretto di Zichenau furono internati a Soldau; 1.558 pazienti furono uccisi dal Lange Commando con il gas in un furgone dal 21 maggio all'8 giugno 1940.
Durante l'estate del 1941, il campo di Soldau fu riorganizzato come un campo di lavoro, Arbeitserziehungslager. I prigionieri, che erano divisi in due campi separati per maschi e femmine, furono destinati a lavori agricoli forzati. Il campo fu chiuso nel gennaio del 1945.
13.000 dei 30.000 prigionieri furono uccisi. Fra le vittime sono noti:
- Antoni Julian Nowowiejski, vescovo cattolico (1858-1941)[5]
- Leon Wetmański, vescovo cattolico (1886-1941)[5]
- Mieczysława Kowalska, religiosa (1902-1941)